# 食叶动物
在动物学当中，食叶动物是指专门吃树叶的草食性动物。因为老叶子当中难以消化的纤维素含量较高而热量则较低，并且通常还含有一定的有毒化合物，所以食叶动物通常有较长的消化道以及较慢的新陈代谢速率。而其消化道通常有共生的细菌以帮助分解它们的食物，并为宿主提供所需要的营养。此外，通过观察食叶的灵长类动物还发现，它们通常更偏好吃富含蛋白质且纤维及毒素较少的嫩叶。

## 鳥類及飞行动物

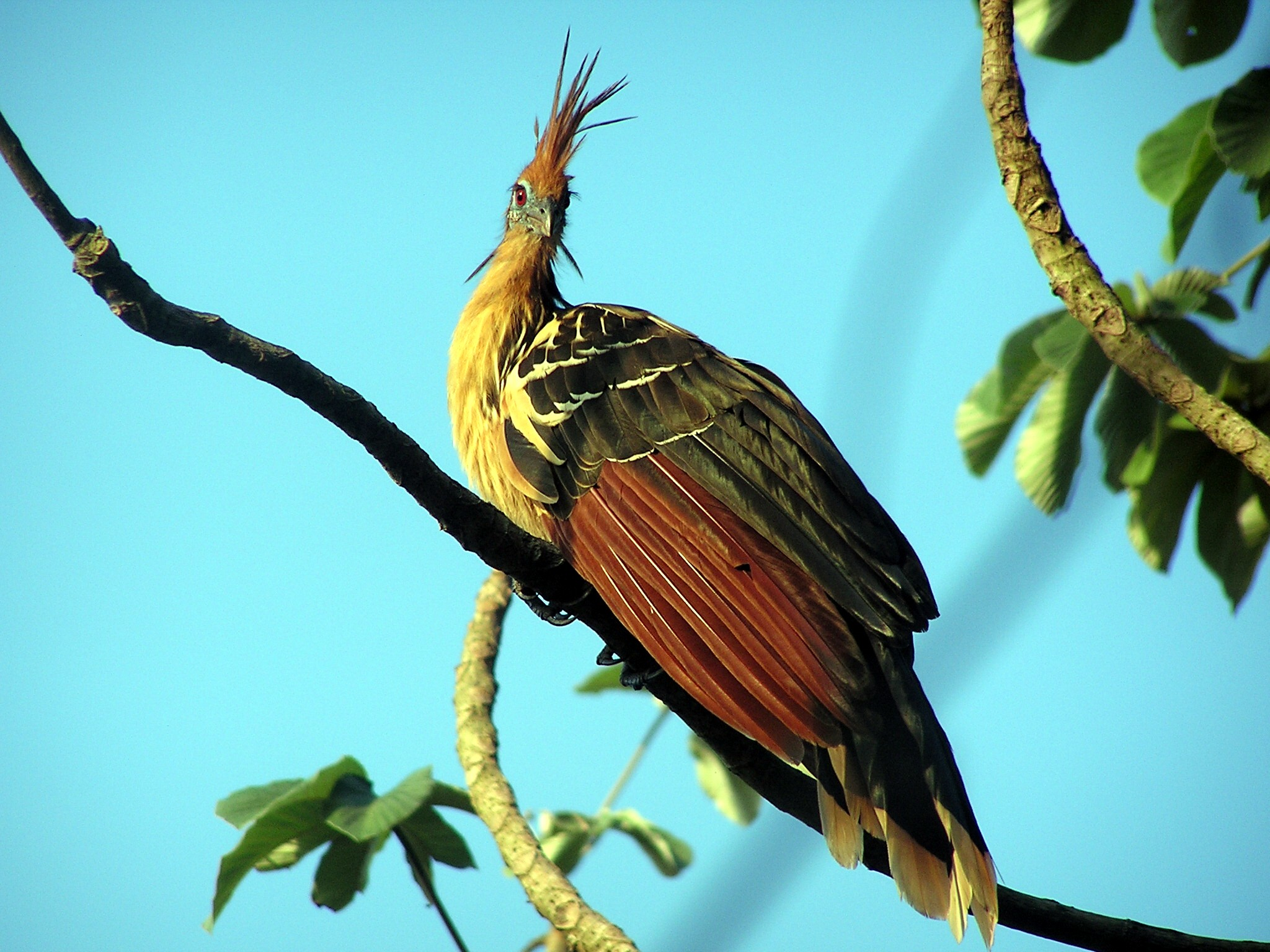
麝雉

绝大多数的飞行动物都不是食叶动物，只有极少数如麝雉是属于食叶动物。莫顿（1978）指出这是因为树叶相对较重且难以消化，同时比其它食物含有的热量非常低。紐西蘭的鴞鸚鵡也是小數的食葉鳥類，其龐大的身軀及食葉習性使其失去了飛行能力。
某些蝙蝠属于半食叶动物：根据劳瑞（1989）的描述，这些蝙蝠把树叶中的汁嚼出来，然后把渣给吐掉，以这种特殊的方式来获取营养。

## 树栖动物

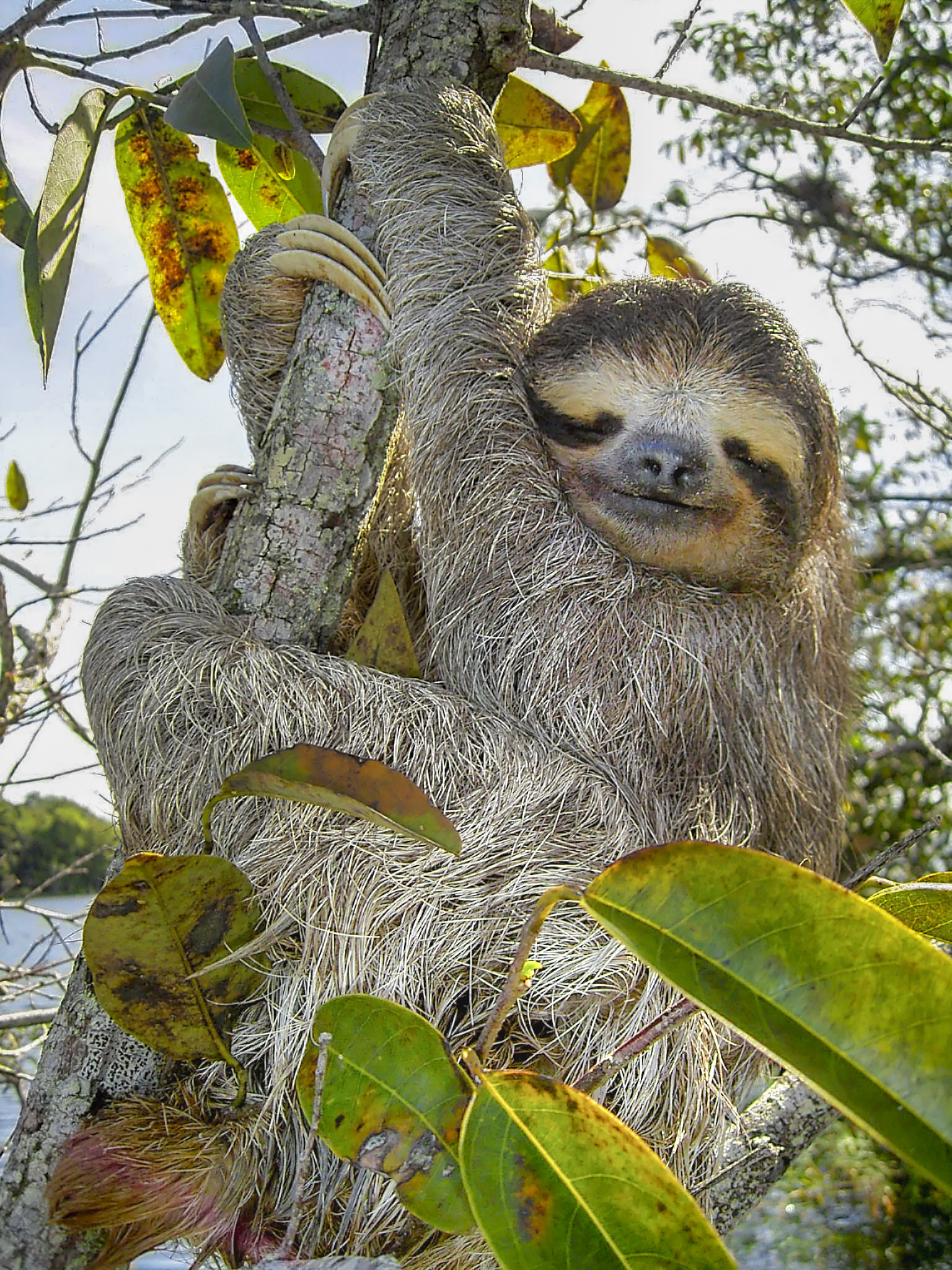
褐喉樹懶

如树懒以及部分的猴和狐猴这种树栖动物通常相对体型较大，并且时常在树上攀爬而谨慎避免留在地面 。早期的人科动物无论在体型还是在头部及牙齿结构上，都与现代的许多树栖食叶动物有着相似之处，因此人们提出这是早期人科动物也是食叶动物的证据。

## 灵长目动物
标准的生态学理论预测食叶灵长目动物的群落规模应该相对较大，这是因为食物来源充足而面临较小的竞争压力，同时在面对捕食性动物是机体防御更加有效。然而在实际观察中会发现，这种动物的群体规模通常比较小。关于这种明显矛盾的地方所给出的解释包括社会因素，例如大规模群体中对于幼体的自相捕杀事件几率会增大。

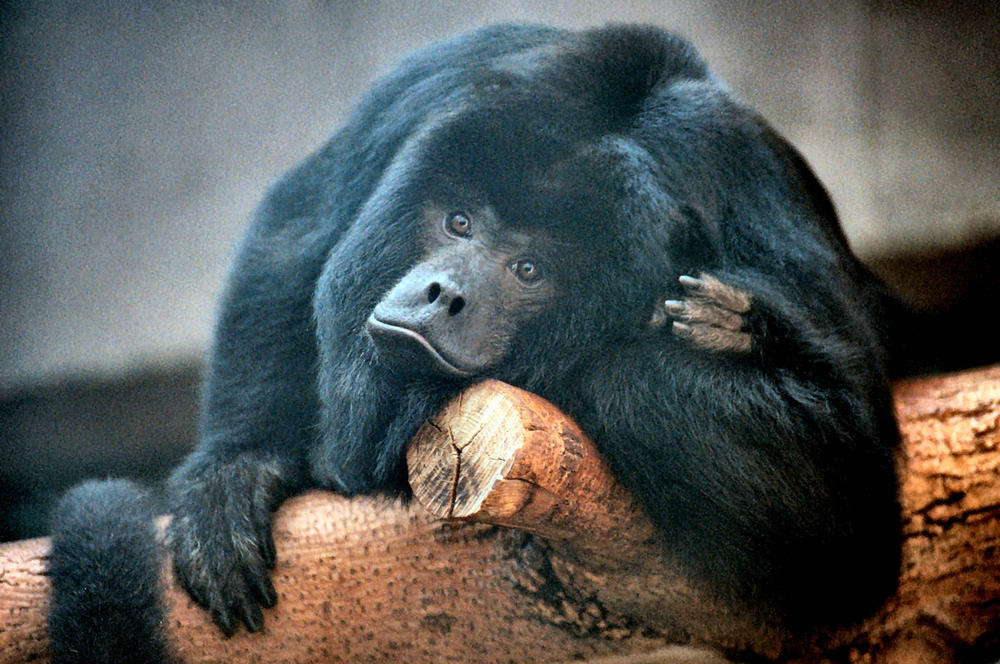
吼猴

在美洲，食叶灵长目相当罕见，只有极少数如吼猴等。对此现象所曾经给出的一个解释是，新世界的植物树叶发芽与结果的时间是同时发生的。然而2001年的一个研究推翻了这一种假设，因为研究结果发现没有证据显示新世界绝大多数地区的植物是同时发芽和结果的。

## 例子
属于食叶动物的例子：

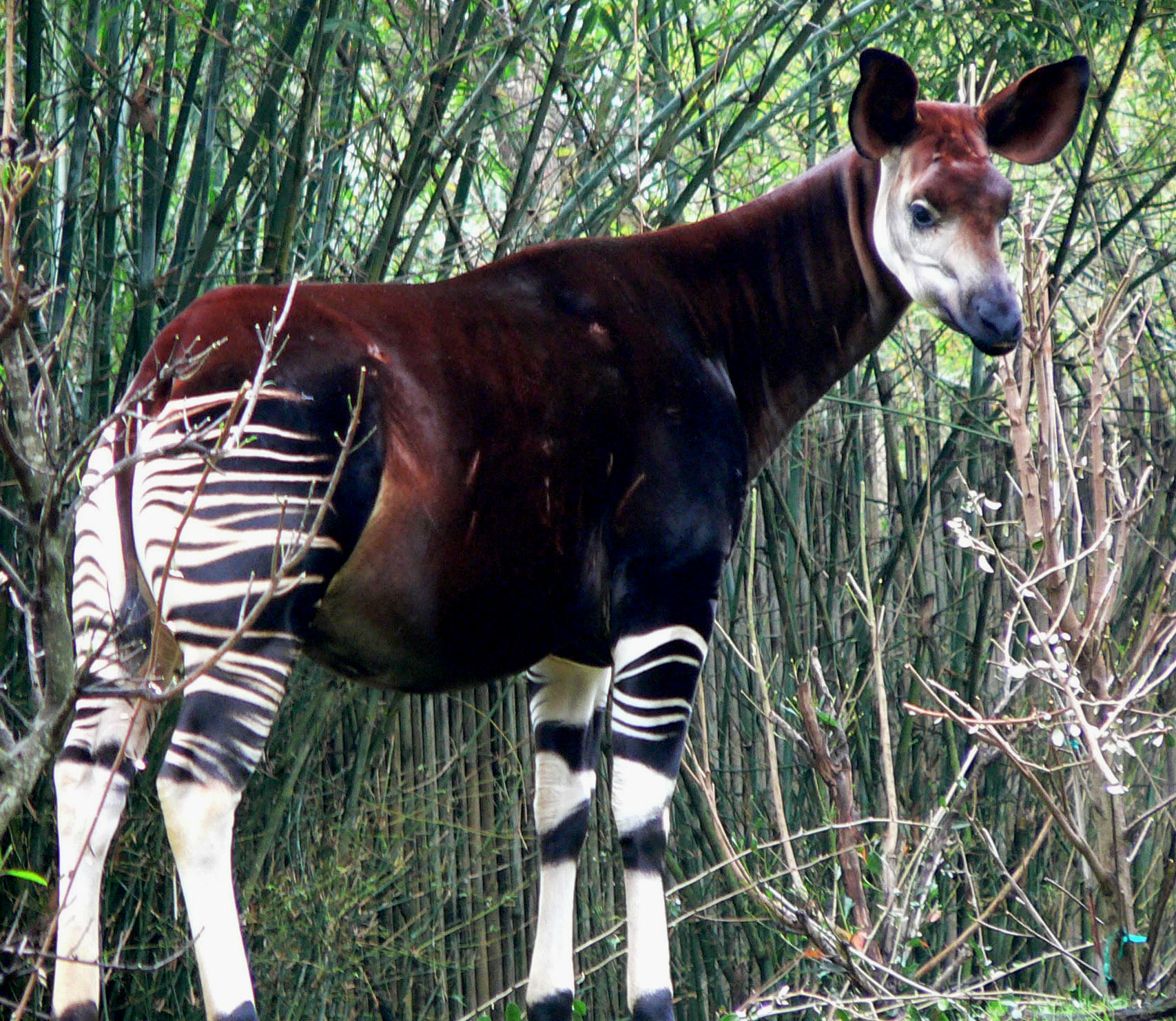
霍加狓

- 哺乳动物：霍加狓、树懒、负鼠、考拉以及部分猴子(叶猴)；
- 鸟类：亚马逊流域的麝雉（Opisthocomus hoazin）以及新西兰的鴞鸚鵡
- 爬行类动物：美洲鬣蜥  （页面存档备份，存于）
- 昆虫：廣腰亞目、毛蟲、金龟子以及直翅目昆虫